# Marcela Păunescu
Marcela Păunescu (Craiova, 1955. január 11. –) román szertornász, olimpikon.

## Életpályája
A válogatottban edzői Emilia Vătășoiu-Liță, Nicolae Covaci voltak.
Bátyja az ugyancsak olimpikon tornász Gheorghe Păunescu.

### Juniorként
1970-ben a Junior Barátság Turnén Gottwaldovban a csapattal ötödik, gerendán pedig második helyezett volt.

### Felnőttként

#### Országos eredmények
Az 1971-es és 1972-es országos bajnokságon is ötödik helyen végzett egyéni összetettben.

#### Nemzetközi eredmények
Az 1971-es Románia-Amerikai Egyesült Államok kétoldalú találkozón a csapattal első, egyéni összetettben harmadik, az 1972-es Hollandia-Románián a csapattal első, egyéni összetettben ötödik helyezést ért el.

##### Olimpiai játékok
Az olimpiai játékoknak egyetlen kiadásán vett részt, éspedig az 1972. évi nyári olimpiai játékokon Münchenben, ahol a hatodik helyen végzett a csapattal, melynek többi tagja Elena Ceampelea, Alina Goreac, Anca Grigoraș, Elisabeta Turcu és Paula Ioan volt.